# Крниця (Копер)
Крниця (словен. Krnica) — поселення в общині Копер, Регіон Обално-крашка, Словенія. Висота над рівнем моря: 109,7 м.